# Национални парк Мљет
Мљет је национални парк у Хрватској. Такође то је и осмо по величини острво у Хрватској. За многе туристе Мљет је један од острва изгубљених на пучини. То је острво до којег је и у стварности тешко доћи.
Мљет је наоко неразуђено издужено острво, широко 3 km у просеку, а дугачко 37 km. Национални парк „Мљет“ се простире на његовом северозападном делу, који се протеже подручјем од 5.375 хектара заштићеног копна и околног мора. То подручје је 11. новембра 1960. године проглашено националним парком.

## Историја
Први становници тога подручја након досељавања Словена су према Константину Порфирогениту били некрштени Срби, а Мљет се налазио у саставу српске кнежевине Паганије.

## Флора и фауна

### Флора
Вегетација националног парка Мљет је веома бујна, због чега се Мљет назива Зеленим острвом. Алепска борова шума око језера сматра се најбоље очуваном и најлепшом шумом те врсте на Медитерану. Првобитне шуме храста црнике, уз шуму Дундо, на острву Рабу, најбоље су очуване на Јадрану. Мљет је богат бројним ендемима, међу којима су најпознатији Јупитерова брада и дрвена млечика.

### Фауна
Копнена фауна је увелико осиромашена након што је 1909. године на Мљет доведен индијски мали мунгос, врста грабежљивца који уништава змије. Од тада на Мљету нема змија отровница, али је и дивљачи много мање. У датом тренутку, мунгоси су почели да праве проблеме локалном становништву јер су почели да нападају живину. Осим мунгоса, на Мљету живе дивља свиња, јелен лопатар и муфлон. Подводни свет је богат разним белим и плавим рибама, шкољкама и раковима.
Фауна Националног парка Мљет у типичним крашким подземним стаништима као што су полупећине, пећине и јаме још није у потпуности истражена.
На острву је забележено пет врста змија и шест врста гуштера. Међу гуштерима, овде је своје станиште нашао зелембак, обични гуштер... Змије на острву су готово потпуно истребљене захваљујући мунгосу. Живот птица је богат и разноврстан, посебно током сеобе. Тада борову шуму и макију насељавају птице попут црвендаћа и косова, док се током пролећа и лета могу видети и чути славуји. Међу мањим сисарима могу се наћи пољски миш, јеж, неколико врста слепих мишева, пух, бела куна и обични зец.